# TwinBee 3: Poko Poko Daimaō
TwinBee 3: Poko Poko Daimaō (ツインビー３ ポコポコ大魔王 Tsuinbī Surī: Poko Poko Daimaō?, lit. "TwinBee 3: El gran rey demonio Poko Poko") es un videojuego de género matamarcianos con scroll vertical producido por Konami y publicado originalmente para la videoconsola Famicom en el año 1989. Fue el tercer juego de la serie TwinBee publicado para Famicom, tras la versión doméstica del TwinBee original y el título exclusivo para Famicom Moero TwinBee. A diferencia de Moero, que fue publicado en Norteamérica como Stinger, TwinBee 3 sólo vio la luz en Japón. Fue relanzado el 14 de abril de 2006 para el servicio japonés de contenidos descargables conocido como i-revo.
TwinBee 3 abandona las fases de scroll horizontal de Stinger para mostrar sólo fases con desplazamiento vertical al estilo del original. Por otra parte, carece del modo de 3 jugadores de Moero, permitiendo sólo un máximo de 2 jugadores. El juego es considerablemente más fácil que sus predecesores debido a la posibilidad de ajustar el nivel de dificultad o el número de vidas de que se dispone, así como la inclusión del nuevo "sistema de resurrección de espíritu", que permite a los jugadores recuperar sus power-ups tras perder una nave.
TwinBee 3 usa la modulación delta para el sonido de conga y la síntesis de voz al comienzo de cada fase, cuando una voz anuncia el nombre de la fase actual.

## Sistema de juego

### Controles
El jugador maniobra la nave con la cruceta del mando. Un botón se usa para disparar el cañón contra enemigos aéreos mientras que otro sirve para arrojar bombas sobre enemigos en tierra. Si los dos brazos de las naves del jugador son destruidos, entonces el jugador será incapaz de tirar bombas. Cuando esto suceda, aparecerá una ambulancia que puede reparar ambos brazos. El jugador puede descubrir power-ups de campana disparando a las nubes que flotan en el aire. Al disparar varias veces a una campana, esta va cambiando de color.

## Fases
En el menú de opciones, el jugador puede decidir el orden en que jugar las primeras cuatro fases. Además, se puede cambiar el nivel de dificultad entre "fácil" e "infernal".
1. Air Island - Una isla flotante creada por Poko Poko. Los enemigos son instrumentos musicales. El jefe es el viajero de cristal.
2. Wanana Bani - Una fase en un bosque tropical donde los enemigos son cocodrilos con forma de banana. Los jefes son la banda del Ukelele Fantasma.
3. Castle Land - Una fase medieval donde los enemigos son brujas y dragones. Los jefes son caries que habitan en la boca de un dragón gigante.
4. Dungeon - Una fase en una mina de carbón con vagonetas. Los enemigos incluyen diferentes animales como elefantes y pulpos. El jefe es Unadon, una anguila gigante.
5. Final Stage - Una fase sobre un fondo ajedrezado donde están emplazados grandes cañones y ventanas. Los enemigos son ítems relacionados con la magia como chisteras, cartas de baraja o varitas mágicas. El jefe es el gran rey demonio Poko Poko.

## En otros medios
- En el capítulo 46 por el manga Warera Hobby's Famicom Seminar, Hobby está jugando en el personaje TwinBee de TwinBee 3, en donde debe enfrentarse a Poko Poko y rescatar a Gwinbee.